# Milton (ort i Australien, New South Wales)
Milton är en ort i Australien. Den ligger i kommunen Shoalhaven Shire och delstaten New South Wales, i den sydöstra delen av landet, omkring 180 kilometer sydväst om delstatshuvudstaden Sydney. Antalet invånare är 1 580.
Runt Milton är det glesbefolkat, med 18 invånare per kvadratkilometer.. Närmaste större samhälle är Ulladulla, nära Milton. 
Trakten runt Milton består i huvudsak av gräsmarker. Genomsnittlig årsnederbörd är 1 370 millimeter. Den regnigaste månaden är mars, med i genomsnitt 203 mm nederbörd, och den torraste är juli, med 40 mm nederbörd.